# Martin Hass
Martin Hass (* 25. Januar 1883 in Margonin; † 20. August 1911) war ein deutscher Historiker.

## Leben
Der Sohn des evangelischen Pfarrers Ferdinand Hass und Anna geb. Syring studierte in Halle an der Saale und Berlin. Nach der Promotion zum Dr. phil. an der Friedrich-Wilhelms-Universität zu Berlin am 25. Juni 1905 bei Otto Hintze und Michael Tangl war er Mitarbeiter an den Acta Borussica.

## Schriften (Auswahl)
- Die Hofordnung Kurfürst Joachims II. von Brandenburg. Berlin 1910.
- Die kurmärkischen Stände im letzten Drittel des sechzehnten Jahrhunderts. München 1913.
- mit Georg Küntzel (Hg.): Die Hofordnung Joachims II. Die politischen Testamente des Großen Kurfürsten Friedrich III/I und Friedrich Wilhelms I. Leipzig 1919.
- mit Wolfgang Peters und Ernst Posner (Hrsg.): Die Behördenorganisation: Akten vom Januar 1759 bis zum Februar 1763. Berlin 1926, OCLC 311354604.